# Golfo Termaico
Il golfo Termaico è un golfo del mar Egeo, situato immediatamente a sud della Prefettura di Salonicco, ad est di Pieria e Imathia, e ad ovest della Calcidica. Prende il nome dall'antica città di Therma, che era situata sulla costa lungo il golfo (nel luogo dove sorgeva Therma verrà in seguito fondata Salonicco). Il golfo è lungo circa 100 km, la larghezza è di 5 km nei pressi di Salonicco, circa 15 km nella parte nord e circa 50 km nella parte sud.
Agli antichi romani il golfo era noto come Thermaicus o Thermaeus sinus ("golfo di Therma") o come Macedonicus sinus ("golfo di Macedonia"). Il nome con il quale è oggi conosciuto è "golfo di Salonicco".
Città che si affacciano sul golfo sono: Sani, Kassandreia, l'antica Potidaea, Nea Moudania, Peraia, Salonicco, Nea Kalochori, Metone, Pydna, Paralia, Olympiaki Akti e Agia. I fiumi che sfociano nel golfo sono il Peneo, l'Aliákmon e l'Axios. Anche diversi torrenti, compreso uno vicino a Pydna, sfociano nel Golfo Termaico. Le rive del golfo sono costellate di spiagge, mentre nella parte settentrionale delle paludi si stendono da Metone fino a Kalochori, più alcune attorno a Peneus. 
La pianura della Pieria si affaccia sul golfo a nord, mentre montagne e colline dominano la costa orientale e sud-occidentale. Numerosi sono i porti sul golfo, il più importante dei quali è quello di Salonicco. Capo Kassandra si trova ad est. La strada statale GR-1/E75 (Atene - Lamia - Salonicco) gira attorno alla parte occidentale del golfo, mentre la GR-18 (Salonicco - Kassandra) gira attorno alla parte orientale.